# بيير لورو (صحفي)
بيير لورو هو صحفي كندي، ولد في سبتمبر 1958 في مونتريال في كندا.

## وصلات خارجية
- بيير لورو على موقع IMDb (الإنجليزية)
- بيير لورو على موقع قاعدة بيانات الفيلم (الإنجليزية)